# Adgillis II
Adgillis II (eerste helft 8e eeuw) zou de derde zoon van koning Radboud zijn geweest en opvolger van Poppo. Directe bronnen over Aldgillis II ontbreken. Hij komt bovendien pas voor het eerst voor in de 16e-eeuwse Cronica der Fresen van Eggerik Beninga, die zich beroept op oudere bronnen. Daardoor is het daadwerkelijke bestaan van deze koning hoogst twijfelachtig.
Poppo stierf in 734 tijdens de Slag aan de Boorne waarbij de Friezen door de Franken onder leiding van Karel Martel werden verslagen en de Friese gebieden ten westen van de Lauwers ondergebracht werden bij het Frankische rijk. Contemporaine bronnen kennen Poppo uitsluitend als legeraanvoerder (dux), niet als koning.
In de schaarse bronnen die zijn overgeleverd uit de vroege middeleeuwen ontbreken directe aanwijzingen dat Poppo door een Adgillis werd opgevolgd.

## Bron
- Eggerik Beninga, Cronica der Fresen